# Alejandro Tommasi
Pedro Luis Sanchez Sicard (Cidade do México, 14 de agosto de 1957), mais conhecido como Alejandro Tommasi é um ator mexicano. É muito conhecido por suas atuações em telenovelas, como Retrato de familia, El manantial, Alborada, Destilando amor e muitas outras.

## Biografia
Concluiu seus estudos primários e secundários na escola Nicolás San Juan. Em 1965, ele ingressou na Escola Noturna de Música do Instituto Nacional de Belas Artes. Ele estudou teoria musical, piano, percussão, aulas de canto, grupos de corais por 4 anos, até 1969. Ele se formou no ensino médio na Universidade Nacional Autônoma do México (UNAM).
Em 1977, iniciou sua graduação em Literatura e Teatro na UNAM. Em 1979, ele entrou no Centro de Treinamento de Atores da Televisa (hoje, Centro de Educação Artística da Televisa - CEA -). Alejandro obteve uma bolsa para estudar dança, canto e atuação no Centro de Treinamento de Atores da Televisa (CEA). Graças ao seu desempenho mostrado na instituição,
Em 1982, ingressou no Teatro Estudio “G” do professor Juan José Gurrola; por dois anos ele trabalhou como assistente pessoal do professor Gurrola.
No México e demais países da América Latina, Alejandro é muito conhecido por suas atuações em mais de 50 novelas que fazem parte de sua experiência na televisão, entre as quais as mais notáveis, como : El hogar que yo robé, Bianca Vidal, Carrussel, Imperio de cristal, La antorcha encendida, Tres mujeres, El manantial, Destilando amor, Por amar sin ley e muitas outras.
No cinema, participou de mais de 60 filmes e 15 curtas-metragens, destacando Por La Libre, Quando as Coisas Acontecem, Huapango, Cemitério de Papel, Supernatural, El Gato da Serra, Efeito Imediato de Perfume, Espinhos.
Em 2002, ele comemorou 10 anos de participação no elenco da peça A Dama de Preto e 26 anos ininterruptos.
Em 2003, ele é chamado para se juntar ao elenco de Bajo la misma piel, compartilhando papéis com Juan Soler, Kate del Castillo, Alejandro Camacho e Diana Bracho. Alex, como seus amigos o chamam, é um admirador de Anthony Hopkins e Meryl Streep. Rei Lear , Hamlet , O Leão no Inverno , O Violinista no Telhado , O Dândi do Hotel Savoy, O Refém, A Amizade Punida, Rancho Hollywood, Aventureiro e A Dama de Pretosão apenas algumas das mais de 50 peças em que ele participou. Entre os filmes que ele fez estão Lola, Perfume de efeito imediato, Supernatural, Por la libre, Amor a cego, The Last Gospel e Dark Cities, entre muitos outros.
Em 2005, Carla Estrada o chamou para desempenhar o papel de Felipe Alvarado em Alborada. Em 2007, ele foi chamado pelo produtor Nicandro Díaz González para se juntar ao elenco de Destilando amor. No meio do mesmo ano, no final da novela, ele se juntou ao elenco de Tormenta en el paraíso, sob as mãos de Juan Osorio, onde deu vida a Eliseo Bravo. Em 2008, Carla Estrada o chamou novamente para atuar em sua nova produção, Sortilegio.
Tommasi deu vida ao padre Miguel Hidalgo na série de filmes Gritos de morte e liberdade , que foi ao ar em 2010 por ocasião do Bicentenário da Independência do México . Essa produção ganhou o Prêmio TVyNovelas de Melhor Série do México, e Tommasi foi premiado como o melhor ator do elenco.
Em 2011, ela apareceu na novela La fuerza del destino, de Rosy Ocampo, no papel de Gerardo, um homem fraco de caráter que encontrou amor muito tarde em sua vida e que não podia ser uma figura paterna firme para suas filhas. 'Lucia' e 'Mari Paz', protagonista e antagonista da história, respectivamente. Em 2013, ele fez uma participação especial na novela de Rosy Ocampo, Mentir para vivir, personificando Gabriel Sánchez Fernández. No entanto, no mesmo ano, ele se juntou ao elenco de Corazón indomable, onde deu vida ao governador de Isla Dorada. Em 2013, ela apareceu na novela Quiero amarte, de Carlos Moreno, no papel de 'Omar'. Em 2014, ele foi convidado pelo produtor Nicandro Díaz González para se juntar ao elenco de Hasta el fin del mundo.
Em 2016, ele interpretou o vilão principal Demián Ferrer Bilbatúa no melodrama Corazón que miente, a mais recente produção de MaPat López de Zatarain, estrelada por Thelma Madrigal, Pablo Lyle e Diego Olivera. No início de 2017, encarnou o vilão secundário Mr. Blake em La doble vida de Estela Carrillo de Rosy Ocampo, estrelando Ariadne Díaz e David Zepeda.
Em 2018, ele ingressou na série de televisão Por amar sin ley até 2019. Em dezembro de 2019, Alejandro Tommasi lança seu single musical "El Último", acompanhado por músicas de grandes compositores, Bruno Danzza, Juan Gabriel, Victor Cordero, José Alfredo Jiménez, Joan Sebastian, Alberto Sebastian , Alberto Chávez , Martín Urueta , Marco Antonio Solís e Javier Solís, Lázaro Muñiz , Teodoro Bello , César Aurelio , em todas as plataformas musicais. Em 2020, ele continua apresentando La dama de negro.

## Vida pessoal
Tommasi é gay e se casou com seu namorado, Óscar Ruiz, em setembro de 2011, após 10 anos de relacionamento. Em 2015, Tommasi pediu o divórcio de Ruiz por abuso.  Um ano depois, Tommasi propôs um volta novamente a Ruiz em junho de 2016. Em 10 de abril, o casal se casou em Las Vegas.

## Filmografia

### Televisão
| Ano  | Título                              | Personagem                  | Notas                                                         |
| ---- | ----------------------------------- | --------------------------- | ------------------------------------------------------------- |
| 1980 | Colorina                            | Doménico                    | Estreia na televisão                                          |
| 1981 | El hogar que yo robé                | Daniel                      |                                                               |
| 1982 | Gabriel y Gabriela                  |                             |                                                               |
| 1982 | Bianca Vidal                        | Dr. Torres                  |                                                               |
| 1983 | Principessa                         | César                       |                                                               |
| 1983 | Guadalupe                           |                             |                                                               |
| 1986 | Monte calvario                      | Caleta Montero              |                                                               |
| 1986 | Martín Garatuza                     |                             |                                                               |
| 1988 | Hora marca                          | Rafael Herrera              | Episódio: "Concierto para mano izquierda"                     |
| 1988 | El extraño retorno de Diana Salazar | Adrián Alfaro               |                                                               |
| 1989 | Papá soltero                        | —                           | Episódio: "Máscaras" Episódio: "Somos novios"                 |
| 1989 | Carrusel                            | Alberto del Salto           |                                                               |
| 1990 | En carne propia                     | Alexis Ortega "El Albino"   |                                                               |
| 1993 | Capricho                            | Tomás Ruiz                  |                                                               |
| 1993 | Acapulco H.E.A.T.                   | Dr. Ramírez                 | Episódio: "Code Name: Perfect Specimen"                       |
| 1994 | Imperio de cristal                  | Octavio Lombardo Montiel    |                                                               |
| 1995 | Bajo un mismo rostro                | Manuel Gorostiaga           |                                                               |
| 1995 | María la del Barrio                 | Dr. Keller                  | Episódio: "14 de agosto de 1995"                              |
| 1995 | Retrato de familia                  | Nicolás Negrete             |                                                               |
| 1996 | La antorcha encendida               | José Nicolás de Michelena   |                                                               |
| 1996 | Luz Clarita                         | Padre Salvador Uribe        |                                                               |
| 1996 | Mujer, casos de la vida real        | —                           | Episódio: "No hay error"                                      |
| 1997 | Pueblo chico, infierno grande       | Malfavón Heredia            |                                                               |
| 1998 | Mujer, casos de la vida real        | —                           | Episódio: "Instinto maternal"                                 |
| 1998 | Mujer, casos de la vida real        | Arturo                      | Episódio: "Viaje al mar"                                      |
| 1998 | Mujer, casos de la vida real        | —                           | Episódio: "Acosada"                                           |
| 1999 | Tres mujeres                        | Mario Espinosa Sánchez      |                                                               |
| 2000 | Siempre te amaré                    | Octavio Elizondo            |                                                               |
| 2000 | Mujer, casos de la vida real        | —                           | Episódio: "Fuego contra fuego"                                |
| 2000 | Mujer, casos de la vida real        | Amadeu                      | Episódio: "La frontera del dolor"                             |
| 2000 | Carita de ángel                     | Jaime Alberto               |                                                               |
| 2001 | El manantial                        | Justo Ramírez               |                                                               |
| 2003 | Bajo la misma piel                  | Eugenio Rioja               |                                                               |
| 2004 | Amy, la niña de la mochila azul     | Claudio Rosales             | Episódio: "12 de março de 2004"                               |
| 2005 | Bajo el mismo techo                 | Genaro Garza                |                                                               |
| 2005 | Alborada                            | Felipe Alvarado Solares     |                                                               |
| 2007 | Destilando Amor                     | Bruno Montalvo Gil          |                                                               |
| 2007 | Tormenta en el paraíso              | Eliseo Bravo                |                                                               |
| 2009 | Tiempo Final                        | Jeremias Santana            | Episódio: "Remedio Mortal"                                    |
| 2009 | Sortilegio                          | Samuel Albeniz              |                                                               |
| 2009 | Hermanos y detectives               | —                           | Episódio: "El profesional" Episódio: "El grupo de los 4"      |
| 2010 | Mujeres asesinas                    | Alfonso                     | Episódio: "Irma, la de los peces"                             |
| 2010 | Gritos de muerte y libertad         | Miguel Hidalgo              |                                                               |
| 2011 | La fuerza del destino               | Gerardo Lomelí              |                                                               |
| 2011 | La que no podía amar                | Alejandro Montero Baez      |                                                               |
| 2013 | Mentir para vivir                   | Gabriel Sánchez Fernandez   | Episódios: "3-8 de junho de 2013"                             |
| 2013 | Corazón indomable                   | Bartolomé Montenegro        |                                                               |
| 2013 | Como dice el dicho                  | Humberto                    | Episódio: "Más vale amar y perder"                            |
| 2013 | Quiero amarte                       | Omar Vásquez                |                                                               |
| 2014 | Hasta el fin del mundo              | Fausto Rangel               |                                                               |
| 2016 | Corazón que miente                  | Demián Ferrer Bilbatúa      |                                                               |
| 2016 | Como dice el dicho                  | Don Mariano                 | Episódio: "La desgracia del obrero, está en el líder logrero" |
| 2017 | La doble vida de Estela Carrillo    | Mr. Blake                   |                                                               |
| 2017 | Hoy voy a cambiar                   | Ernesto Alonso              |                                                               |
| 2018 | Las adelitas                        | Zacarías Blanco de la Barra | Telefilme                                                     |
| 2018 | Por amar sin ley                    | Nicolás Morelli             |                                                               |

### Cinema
- Sobre Tus Huellas (2020) ... Marcelo
- El quinto mandamiento (2012)
- El milagro de Marcelino pan y vino (2010)
- El ultimo evangelio (2008)
- Cuando las cosas suceden (2007)
- Cementario de papel (2007)
- Alta Infidelidad (2006)
- Espinas (2005)
- El misterio de los almendros (2004)
- Huapango (2004)
- El Nahual (2004)
- Ciudades Oscuras (2002)
- Blind Heat (2001)
- Por la libre (2000)
- Sofía (2000)
- Si nos dejan (1999)
- El regreso del gato (1998)
- Las noches de aventurera (1998)
- El gato de la sierra (1997)
- Sobrenatural (1996)
- Coleccionistas (1996)
- Perfume, efecto inmediato (1994)
- Cita con la Muerte (1989)
- Zapata en Chinameca (1987)

### Curta-Metragem
- La Crisalida (1996)
- Parabola (1995)
- Rumbotica (1987)
- Te invitamos (1986)

## Teatro
- Ménage à Trois (2013)
- Mi bella dama (2002)
- La dama de negro (2001)
- Aventurera (1997)
- Rancho Hollywood (1996)
- La amistad castigada (1996)
- El jorobado de Notre Dame (1996)
- Un espíritu travieso (1996)
- El cuento de nunca acabar (1995)
- La amistad castigada (1994)
- Homicidio calificado (1994)
- Festival de teatro del Siglo de Oro (1992)
- Siempre ayuda la verdad (1991)
- El Dandy del hotel Savoy (1990)
- Los reyes del mundo (1990)
- El Sr. Ta Ka Brown (1990)
- Las aventuras de un ángel (1989)
- Jornadas Alarconianas II (1989)
- La ilustre cuna (1989)
- Viento sur (1974)

## Prêmios e indicações
| Ano  | Festival                                                       | Categoria                          | Nomeações                        | Resultado |
| ---- | -------------------------------------------------------------- | ---------------------------------- | -------------------------------- | --------- |
| 1990 | Prêmios de la Asociación Mexicana de Críticos de Teatro (AMCT) | Melhor ator                        | El Dandy del Hotel Savoy         | Venceu    |
| 1990 | Prêmios de la Agrupación de Periodistas Teatrales (APT)        | Ignacio López Tarso de Melhor Ator | El Dandy del Hotel Savoy         | Venceu    |
| 1993 | Prêmios de la Asociación Mexicana de Críticos de Teatro (AMCT) | Melhor Ator                        | Festival de teatro de S. de Oro  | Venceu    |
| 1995 | Prêmio TVyNovelas                                              | Melhor Ator Coadjuvante            | Imperio de cristal               | Indicado  |
| 1996 | Prêmio TVyNovelas                                              | Melhor Ator Antagonista            | Retrato de familia               | Indicado  |
| 1998 | Prêmios de la Asociación Mexicana de Críticos de Teatro (AMCT) | Melhor ator                        | Aventurera                       | Venceu    |
| 1998 | Prêmios de la Agrupación de Periodistas Teatrales (APT)        | Ignacio López Tarso de Melhor Ator | Aventurera                       | Venceu    |
| 1999 | Prêmios Bravo                                                  | Melhro Ator de Teatro Popular      | Aventurera                       | Venceu    |
| 2002 | Prêmio TVyNovelas                                              | Melhor Ator Antagonista            | El manantial                     | Venceu    |
| 2002 | Prêmios Bravo                                                  | Melhor Ator Antagonista            | El manantial                     | Venceu    |
| 2002 | Prêmios El Heraldo de México                                   | Melhor Ator em Televisão           | El manantial                     | Indicado  |
| 2004 | Prêmios INTE                                                   | Melhor Ator Coadjuvante            | El manantial                     | Indicado  |
| 2005 | Prêmio Diosas de Plata de los Periodistas de Cinema de México  | Melhor Ator de Cinema              | Huapango                         | Venceu    |
| 2008 | Prêmio TVyNovelas                                              | Melhor Ator Co-Protagonista        | Destilando amor                  | Venceu    |
| 2009 | Prêmio TVyNovelas                                              | Melhor Ator Antagonista            | Tormenta en el paraíso           | Indicado  |
| 2010 | Prêmio Califa de Oro                                           | Melhor ator                        | Gritos de muerte y libertad      | Venceu    |
| 2013 | Prêmios de la Agrupación de Periodistas Teatrales (APT)        | Ignacio López Tarso de Melhor Ator | Menage a trois                   | Indicado  |
| 2013 | Premios de la Asociación de Cronistas y Periodistas Teatrales  | Melhor Ator                        | Menage a trois                   | Indicado  |
| 2016 | Prêmio TVyNovelas                                              | Melhor Ator Coadjuvante            | Hasta el fin del mundo           | Indicado  |
| 2017 | Prêmio TVyNovelas                                              | Melhor Ator Antagonista            | Corazón que miente               | Indicado  |
| 2018 | Prêmio TVyNovelas                                              | Melhor Primeiro Ator               | La doble vida de Estela Carrillo | Indicado  |